# Benjamin Lauth
Benjamin Lauth (Hausham, 1981. augusztus 4. –) német válogatott labdarúgó, aki a TSV 1860 München, a Hamburger SV, a VfB Stuttgart és a Hannover 96 csapataiban is játszott.

## Pályafutása

### Ifjúsági
Lauth labdarúgó pályafutását 1987-ben kezdte, amikor a születési helyéhez közeli Fischbachau csapatában az SF Fischbachau-ban igazolt játékos lett. 1992-ben a müncheni TSV 1860-hoz igazolt, ahol a korosztályos csapatokon keresztül eljutott az első csapat tartalékai közé, ahol 2001 és 2003 között lépett pályára, és 54 találkozón 16 gólt szerzett.

### TSV 1860 München
Az TSV 1860 első csapatában már a 2001-2002-es bajnoki idényben bemutatkozott, amikor az évad utolsó mérkőzésén, a Mönchengladbach ellen csereként lépett pályára. Az ezt követő szezonokban 60 bajnoki mérkőzésen 22 gólt szerzett, többek között a csapat 1000. Bundesliga-gólját is ő szerezte 2003. november 1-jén. A 2003–2004-es bajnokságban 28 mérkőzésen 9 gólt szerzett, ennek ellenére a csapat kiesett a Bundesligából. 2002 és 2004 között 6 alkalommal a Német Kupában is pályára lépett, és 4 gólt szerzett. Az 1860 Münchennel az UEFA Intertotó Kupában is szerepelt.

### Hamburger SV
A másodosztályba jutott Müncheniektől Lauth a Hamburghoz igazolt, azonban első évadában egy bokasérülés miatt csak tízszer lépett pályára, és 4 gólt szerzett. A következő szezonban 31 meccsen 6 gólt lőtt, majd a 2006–2007-es bajnokság őszi fordulóiban még 6 alkalommal ölthette magára a hamburgiak mezét. A téli szünetben azonban kölcsönbe a Stuttgarthoz került. A hamburgi időszaka alatt a bajnoki mérkőzések mellett 5 alkalommal a Német Kupában és egyszer a Ligakupában is bevetésre került. 8 alkalommal az UEFA Intertotó Kupában is pályára lépett, és 4 gólt is lőtt. Az UEFA-kupában 8 mérkőzésen játszott (2 gólt szerzett), a Bajnokok Ligájában pedig 4 mérkőzésen került bevetésre. Minden versenykiírást egybevetve 73 mérkőzésen képviselte a hamburgi csapatot, azonban ebből csak 9 meccset játszott végig.

### VfB Stuttgart
A stuttgarti kölcsönidőszakban, a 2006–2007-es bajnokság tavaszi fordulóiban 11-szer került be a csapatba, és 1 gólt szerzett. Emellett a kupában és a második csapatban is pályára lépett. A szezon végére bajnoki címet és kupaezüstöt ünnepelhetett a stuttgartiakkal.

### Hannover 96
Miután a Stuttgart nem élt játékjogának megvásárlási lehetőségével Lauth a következő idényben a Hannover 96 csapatához szerződött, ahol azonban 21 bajnoki- és 2 kupamérkőzésen egyetlen gólt sem tudott szerezni.

### Visszatérés Münchenbe

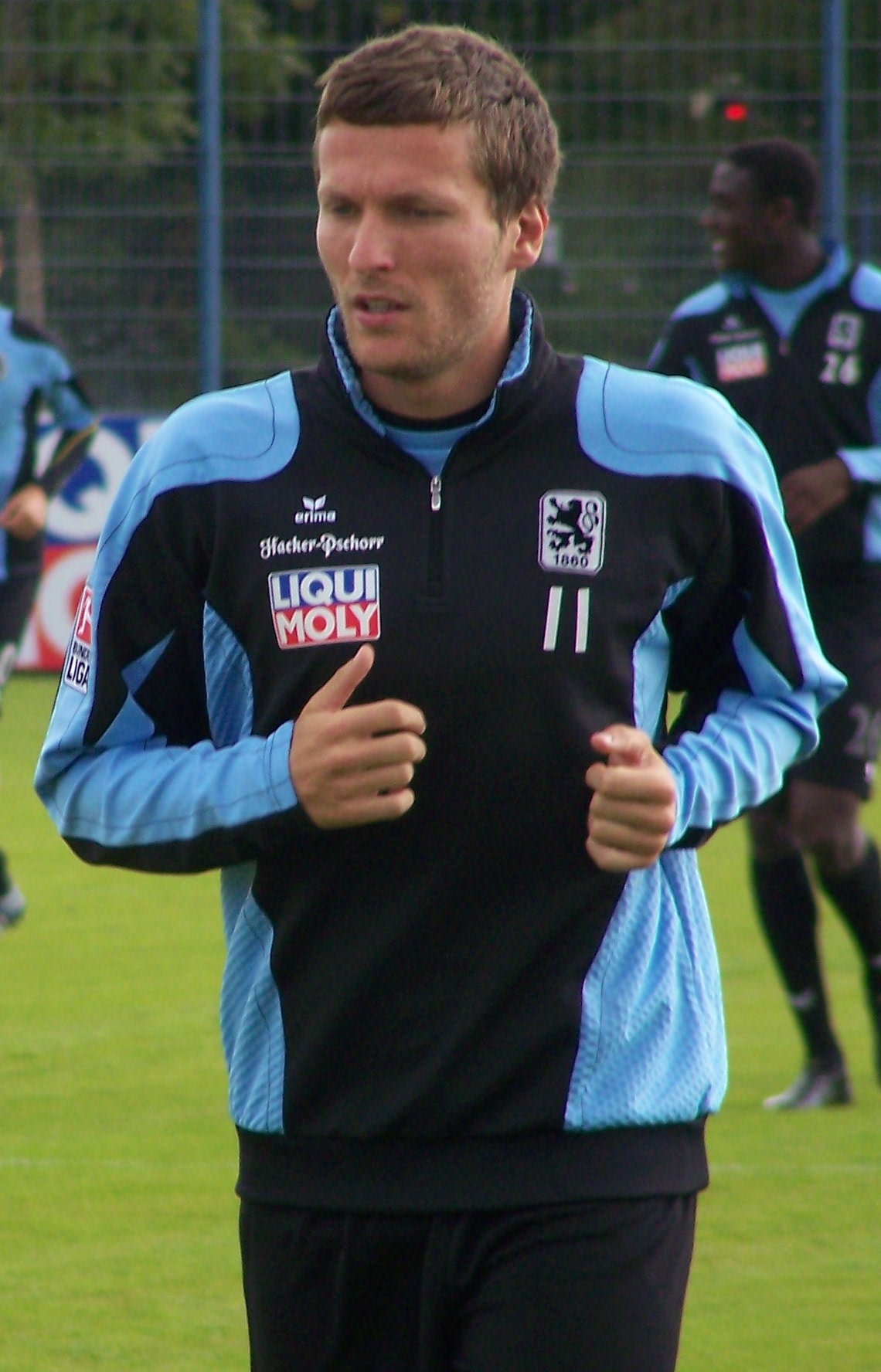
Az 1860 München edzésén (2009)

A 2008–2009-es másodosztályú idényben újra a kék-fehér müncheni csapat tagja lett, és a csapatban egyedüliként a bajnoki évad összes hivatalos mérkőzésén pályára lépett. A bajnokság 34 mérkőzésén 15, a kupaküzdelmekben pedig 3 mérkőzésen 1 gólt szerzett. Ennek is köszönhető, hogy a csapat második csapatkapitányának nevezték ki, mivel Daniel Bierofka gyakori sérülései miatt nem hordhatta a kapitányi karszalagot. A következő szezonban Ewald Lienen csapatkapitánnyá nevezte ki, és a bajnokságban 30 meccsen 6 gólt szerzett, illetve további 6 előkészítésében is részt vett. Lienen utódja Reiner Maurer Bierofkát nevezte ki a 2010-11-es szezon csapatkapitányának, azonban ennek sérülései miatt többnyire Lauthra hárult ez a feladat. A Karlsruher SC elleni 4-2-es győzelem után, 2010. október 30-án a Kicker a nap játékosává választotta. A szezonbeli 16 góljával új egyéni rekordot állított be, és sárga lapos eltiltása miatt csak egy mérkőzést kellett kihagynia.
2011. augusztus 6-án játszotta le pályafutása 100. másodosztályú mérkőzést, amikor a Cottbus elleni 5-0-s győzelemből egy góllal vette ki a részét. Ezt követően a Kicker a legjobb játékosnak választotta. Ebben az idényben egy sérülés miatti hiányzást leszámítva minden mérkőzésen játszott, 11 gólt lőtt és 10 további előkészítésében vett részt, és ezzel a 14 gólt szerző Kevin Volland után második lett a házi góllövőlistán. A 2012-2013-as szezonban 12 találatával újra házi gólkirály lett, és a negyedik játéknapon a Kicker újra a legjobbnak választotta, amikor az MSV Duisburg elleni győzelemből két góllal és egy gólpasszal vette ki a részét. Egy eltiltás miatt négy mérkőzést ki kellett hagyjon. A müncheni csapatban szerzett 81. góljával 2013. május 5-én megelőzte Bernhard Winklert, és azóta ő az 1860 München legtöbb gólt szerző profi játékosa. 2014-ben a klub nem hosszabbította meg szerződését.

### Ferencváros
2014. június 17-én a magyar bajnokság harmadik helyezettje, a Ferencváros igazolta le, ahol edzője a hamburgi évei alatt már megismert Thomas Doll lett. Ezzel ő lett a Ferencváros történelmének 1000. igazolt labdarúgója. Ám a csapat ezen szezon végén szerződést bontott az egykor német válogatott labdarúgóval, így most szabadon igazolható játékossá vált.

## Válogatott
1998-ban hívták be először a német korosztályos válogatottba. Az U17-es válogatottban 2 mérkőzésen lépett pályára, és 2 gólt lőtt. Az U18-as csapatnak 11 mérkőzésen 2 gólt szerzett. Az U20-as válogatottban gól nélkül szerepelt 2 meccsen. 2000-ben a hazai rendezésű U-18-as Európa-bajnokságon is részt vett, csapatával pedig harmadik lett.
2002. május 15-én először lépett az U21-es válogatott mezében pályára, melynek keretében 8 mérkőzésen 2 gólt szerzett.
A felnőtt válogatottban 2002. december 16-án egy jótékonysági mérkőzésen mutatkozott be, amikor az ellenfél a Bundesligában játszó külföldiek válogatottja volt. A nem hivatalos találkozón Lauth két találatot szerzett, így a német válogatott 4-2-re győzött. Első gólját a hónap, majd az év góljává választották.
Első hivatalos válogatottbeli mérkőzésére 2003. február 12-én került sor, egy Spanyolország elleni barátságos találkozón. 2004-ig négy további meccsen ölthette magára a címeres mezt, utoljára 2004. február 18-án Horvátország ellen léphetett pályára, azonban az 5 válogatott mérkőzésén gólt nem sikerült szereznie.

## Mérkőzései a német válogatottban
| #  | Dátum               | Ellenfél              | Eredmény | Kiírás              | Esemény |
| -- | ------------------- | --------------------- | -------- | ------------------- | ------- |
| 1. | 2003. február 12.   | Spanyolország         | 1 – 3    | barátságos mérkőzés | 60'     |
| 2. | 2003. április 30.   | Szerbia és Montenegró | 1 – 0    | barátságos mérkőzés | 76'     |
| 3. | 2003. június 1.     | Kanada                | 4 – 1    | barátságos mérkőzés | 49'     |
| 4. | 2003. augusztus 20. | Olaszország           | 0 – 1    | barátságos mérkőzés | 71'     |
| 5. | 2004. február 18.   | Horvátország          | 2 – 1    | barátságos mérkőzés | 80'     |

## Magánélete
- Lauth tagja volt a Német Síszövetség utánpótlásának is, azonban a síelés helyett a labdarúgással kezdett el komolyabban foglalkozni.
- A Sportfreunde Stiller zenekar Burli című lemezén hallható Lauth anhören című szerzeményüket Benjamin Lauth-nak ajánlották.[7] Emellett Lauth az együttes You Have to Win Zweikampf albumán található Budenzauber című dalában is közreműködött.
- 2010-ig Lauth góljainál nem az 1860 Münchennél megszokott „gólhimnuszt” játszották be, hanem a „Lauth” és a „loud” szavak hasonlósága miatt Jennifer Lopez Let's Get Loud című dalát. 2010 után a Projekt Finger & Kadel zenekar Laut című dala került Lauth góljai után lejátszásra.
- 2013-ban Benjamin Lauth feleségül vette barátnőjét, akitől 2010-ben egy fia is született.

## Sikerei, díjai
- VfB Stuttgart:
  - Német bajnok: 2006–2007
  - Német Kupa-ezüstérmes: 2007
- Ferencváros:
  - Magyar Bajnokság-ezüstérmes: 2015
  - Magyar Kupa-győztes: 2015
  - Magyar ligakupa-győztes: 2015
- Németország U18:
  - U18-as labdarúgó-Európa-bajnokság-bronzérmes: 2000
- A hónap gólja: 2002. december
- Az év gólja: 2002